# Jean de Florette
Jean de Florette – francusko-szwajcarsko-włoski dramat filmowy z 1986 roku w reżyserii Claude'a Berri.